# Cantone di Cœur de Puisaye
Il Cantone di Cœur de Puisaye è una divisione amministrativa dell'Arrondissement di Auxerre.
È stato istituito a seguito della riforma dei cantoni del 2014, che è entrata in vigore con le elezioni dipartimentali del 2015.

## Composizione
Comprende i comuni di:
- Beauvoir
- Bléneau
- Champcevrais
- Champignelles
- Diges
- Dracy
- Égleny
- Fontaines
- Lalande
- Lavau
- Leugny
- Mézilles
- Moulins-sur-Ouanne
- Parly
- Pourrain
- Rogny-les-Sept-Écluses
- Ronchères
- Saint-Fargeau
- Saint-Martin-des-Champs
- Saint-Privé
- Tannerre-en-Puisaye
- Toucy
- Villeneuve-les-Genêts
- Villiers-Saint-Benoît